# Turok: Rage Wars
Pour les articles homonymes, voir Turok.
 (mars 2020).
Si vous disposez d'ouvrages ou d'articles de référence ou si vous connaissez des sites web de qualité traitant du thème abordé ici, merci de compléter l'article en donnant les références utiles à sa vérifiabilité et en les liant à la section « Notes et références ».
Turok: Rage Wars est un jeu vidéo de tir à la première personne sorti en 1999 sur Nintendo 64 et Game Boy Color. Le jeu a été développé et édité par Acclaim.
Le jeu fait partie de la série Turok mais n'est pas un canon.

## Système de jeu
Les versions Nintendo 64 et Game Boy Color sont différentes.
Sur Game Boy Color, le jeu est un jeu d'action de plateformes.
Sur Nintendo 64, c'est un FPS. Contrairement aux autres Turok de la saga sur Nintendo 64, celui-ci est dédié aux deathmatch multijoueurs. Le jeu proposait 36 arènes, 16 armes différentes et 6 modes de jeu. Le jeu support jusqu'à 4 joueurs simulatanément avec un écran scindé.
On retrouve les personnages de la saga Turok, ainsi que les armes. Il possède également un mode solo avec une quête se déroulant dans les niveaux d'arène.